# Cambremer (tổng)
Tổng Cambremer là một tổng thuộc tỉnh Calvados trong vùng Normandie.
Tổng này được tổ chức xung quanh Cambremer ở quận Lisieux. Độ cao khu vực này dao động từ 2 m (Hotot-en-Auge) đến 166 m (Saint-Ouen-le-Pin) với độ cao trung bình 73 m.

## Hành chính
| Danh sách các ủy viên                  |           |                 |      |                                          |
| Giai đoạn                              | Giai đoạn | Tên             | Đảng | Tư cách                                  |
| 1973                                   | actuel    | Ambroise Dupont | UMP  | Thượng nghị sĩ-Thị trưởng Victot-Pontfol |
| Tất cả các dữ liệu trước đây không rõ. |           |                 |      |                                          |

## Các đơn vị trực thuộc
Tổng Cambremer gồm 19 xã với dân số 4 309 người (điều tra dân số năm 1999, dân số không tính trùng)
| Xã                   | Dân số | Mã bưu chính | Mã insee |
| -------------------- | ------ | ------------ | -------- |
| Auvillars            | 178    | 14340        | 14033    |
| Beaufour-Druval      | 362    | 14340        | 14231    |
| Beuvron-en-Auge      | 233    | 14430        | 14070    |
| Bonnebosq            | 654    | 14340        | 14083    |
| Cambremer            | 1 092  | 14340        | 14126    |
| Corbon               | 56     | 14340        | 14178    |
| Formentin            | 206    | 14340        | 14280    |
| Le Fournet           | 43     | 14340        | 14285    |
| Gerrots              | 37     | 14430        | 14300    |
| Hotot-en-Auge        | 281    | 14430        | 14335    |
| Léaupartie           | 62     | 14340        | 14358    |
| Montreuil-en-Auge    | 53     | 14340        | 14448    |
| Notre-Dame-d'Estrées | 128    | 14340        | 14474    |
| Repentigny           | 91     | 14340        | 14533    |
| La Roque-Baignard    | 116    | 14340        | 14541    |
| Rumesnil             | 80     | 14340        | 14550    |
| Saint-Ouen-le-Pin    | 267    | 14340        | 14639    |
| Valsemé              | 247    | 14340        | 14723    |
| Victot-Pontfol       | 123    | 14430        | 14743    |

## Biến động dân số
| 1962                                                     | 1968  | 1975  | 1982  | 1990  | 1999  |
| -------------------------------------------------------- | ----- | ----- | ----- | ----- | ----- |
| 3 856                                                    | 4 285 | 3 772 | 3 777 | 4 066 | 4 309 |
| Nombre retenu à partir de 1962 : dân số không tính trùng |       |       |       |       |       |